# Белле, Жан-Батист
Жан-Батист Белле (фр. Jean-Baptiste Belley; 1 июля 1747, Горе, Дакар — 6 августа 1805, Ле-Пале) — французский политик-якобинец, депутат Конвента и, в дальнейшем, Совета Пятисот от Сан-Доминго (острова Гаити), один из первых чернокожих в истории, занявший выборную должность в европейской стране.

## Биография
Родился в 1746 или 1747 году в Африке, на острове Горея у побережья Сенегала в семье свободных чёрных, ведущих традиционный образ жизни. В возрасте двух лет был продан работорговцу, корабль которого должен был отвезти рабов из Сенегала в Вест-Индию, во французскую колонию Сан-Доминго. По другим данным, родился в городе Леогане на Сан-Доминго в 1755 году.
На Сан-Доминго в совершенстве освоил профессию парикмахера в первоначальном смысле этого слова (то есть, изготовителя париков), и за своё мастерство получил свободу. В сохранившемся документе (приходском реестре) от 1777 года Жан-Батист Белле указан, как свободный чернокожий, проживающий в городе Кап-Аитьене на Сан-Доминго. В 1777 году, по некоторым данным, записался в отряд, сформированный французами из свободных чёрных на Гаити с целью участия в войне за Независимость США на стороне Тринадцати колоний. По возвращении на Сан-Доминго получил прозвище «Марс». В документах 1781 года значился как «унтер-офицер отряда свободных чёрных».
После Великой французской революции жизнь Белле изменилась. 4 апреля 1792 года революционное Законодательное собрание Франции предоставило гражданские права (включая право избираться и быть избранными) свободным чёрным и цветным жителям колоний. Это решение вызвало раздражение у белых жителей Сан-Доминго, начались боевые действия. Для «защиты революции» из чёрных были сформированы волонтёрские части, которые сперва заняли город Кап-Аитьен, а затем обороняли его от белых. В этих боях, сопровождавшихся эксцессами, Жан-Батист Белле, избранный капитаном чернокожих волонтёров и командиром волонтёрского батальона, был ранен шесть раз.
24 сентября 1793 года Жан-Батист Белле был избран одним из трёх депутатов Национального собрания Франции от Сан-Доминго. Вместе с двумя другими депутатами он отправился морем во Францию с остановками в американских портах — Филадельфии (где был принят весьма недоброжелательно) и Нью-Йорке. По прибытии во Францию все три депутата от Сан-Доминго были арестованы по подозрению в сочувствии к жирондистам, но вскоре были освобождены.
После этого Жан-Батист Белле добрался до Парижа, стал депутатом и 11 февраля 1794 года произнёс речь в пользу отмены рабства. Спустя неделю рабство было отменено. После этого часть французской колонии Сан-Доминго была захвачена англичанами и испанцами, которые тут же вернули рабство обратно.
Вплоть до 1795 года Жан-Батист Белле продолжал заседать в Конвенте, а после его переформирования — в Совете Пятисот. По своим убеждениям, даже после казни Робеспьера, он оставался якобинцем. В октябре 1795 года Жан-Батист Белле неожиданно публично признался в том, что, будучи свободным чёрным, сам владел чёрными рабами на Сан-Доминго, однако теперь отпустил их на свободу и живёт на депутатское жалование.
21 июня 1797 года Жан-Батист Белле был назначен командиром жандармерии Сан-Доминго, вскоре после чего вернулся на остров. Поскольку события на острове в последующие годы приняли характер вооружённого восстания чернокожих и резни белого населения, пришедший к власти во Франции Наполеон Бонапарт отрядил туда военную экспедицию под командованием своего зятя генерала Леклерка. Прибыв на Сан-Доминго, Леклерк арестовал, наряду с лидером гаитянских чёрных Туссен-Лувертюром, в том числе, Белле, который к тому моменту всё ещё командовал жандармерией. Среди других арестованных Белле был отправлен во Францию, где содержался в крепости — так называемой Цитадели Вобана в Ле-Пале на острове Бель-Иль, — и скончался в больнице при крепости. Имущество Жана-Батиста Белле в размере 1697,50 франков было передано его сводному брату 28 сентября 1805 года.
Хотя долгое время имя Белле было более или менее забыто, сегодня во Франции его часто вспоминают и чествуют как борца за отмену рабства, несмотря на его достаточно неоднозначную и противоречивую роль.
Сохранился прижизненный портрет Жана-Батиста Белле, написанный художником А.-Л. Жироде-Триозоном, хранящийся в Версале (причём возникали и предложения перевесить его в парижский Бурбонский дворец, где сегодня проходят заседания нижней палаты парламента Франции). Для этого портрета Белле позировал рядом с бюстом деятеля французского Просвещения Гийома Тома Рейналя (1713—1796), который активно выступал за отмену рабства.

### На французском языке
- Robert Jr. Fikes, «Jean-Baptiste Belley-Mars: The Obscure Life, the Authentic Legacy», Negro History Bulletin, Washington, vol. 45, no 1, 1982, p. 17-18
- Valéry Rouben, Noir Blanc Rouge: Trente-cinq noirs oubliés de l'histoire de France, Paris, Vuibert, coll. «LA LIBRAIRIE VU», 18 avril 2014, 288 p. ISBN 978-2-311-10019-8
- Jean-Louis Donnadieu, «Derrière le portrait, l'homme: Jean-Baptiste Belley, dit «Timbaze», dit « ars» (1746 ?-1805)», Bulletin de la Société d'histoire de la Guadeloupe, no 170, janvier-avril 2015, p. 29-54 (ISSN 0583-8266, DOI 10.7202/1029391ar).
- «Jean-Baptiste Belley», dans Adolphe Robert et Gaston Cougny, Dictionnaire des parlementaires français, Edgar Bourloton, 1889-1891
- Marcel Dorigny, «Le tableau d’Anne-Louis Girodet: Guillaume-Thomas Raynal et Jean-Baptiste Belley. La réhabilitation du philosophe?», Revue d’histoire française d’outre mer, № 386-387- 1er semestre 2015, p. 103-112 dossier «Raynal, les colonies et l’esclavage»
- Alexis Corbière, Jacobins!: Les inventeurs de la République, Perrin, coll. «Synthèses Historiques», 14 novembre 2019, 304 p. ISBN 978-2-262-07634-4
- Jean-Daniel Piquet, «Jean-Baptiste Belley et Louis Dufay: souvenir et oubli en l’an III d’une lettre à Maximilien Robespierre, "L’ami du seul peuple de Saint-Domingue… c’est-à-dire les jaunes et les noirs"», Revue Tierce, Université de Poitiers, 2021-1, 8 mars 2022

### На английском языке
- Southgate, M. Therese, Jean-Baptiste Belley in Journal of the American Medical Association Vol. 296, No. 2, 12 July 2006
- Carl A. Brasseaux, Glenn R. Conrad (1992). The Road to Louisiana: The Saint-Domingue Refugees, 1792-1809. New Orleans: Center for Louisiana Studies, University of Southwestern Louisiana.